# Pont de Westminster
Le pont de Westminster (en anglais : Westminster Bridge) est un pont piétonnier et routier enjambant la Tamise entre Westminster et Lambeth, à Londres. Le pont actuel, ouvert en 1862, est le second sur cet emplacement. Il a remplacé un pont ouvert en 1750 qui avait tendance à se balancer de façon alarmante. Le pont de Westminster est un pont de fer constitué de sept arches ouvragées dont certains ornements gothiques sont dus à Charles Barry (l'architecte du palais de Westminster). C'est le seul pont sur la Tamise constitué de sept arches et aussi le plus ancien des ponts du secteur central de la Tamise. Il est classé monument de Grade II*.
La teinte dominante du pont est le vert, de la même teinte que le cuir des sièges de la Chambre des communes, qui se situe du côté du palais de Westminster à proximité du pont. Cette couleur contraste avec la teinte du Lambeth Bridge, qui pour sa part est rouge comme la teinte des sièges de la Chambre des lords, située de l'autre côté du palais de Westminster.
Il relie le palais de Westminster du côté occidental du fleuve avec le County Hall et le London Eye sur le côté oriental. La ligne d’arrivée des premières éditions du marathon de Londres se situaient sur le pont.
Le pont le plus proche en aval est le Hungerford Bridge, tandis qu'en amont se situe le Lambeth Bridge.

## Fait divers
En addition d'être un pont routier et piétonnier, de 1909 à 1952 le pont était emprunté par un tramway.
Le mercredi 22 mars 2017 en début d'après-midi, une attaque terroriste a lieu sur le pont, un homme renverse plusieurs passants avec son véhicule dont un groupe d'étudiant français en voyage scolaire, l'homme poignarde ensuite à mort un policier, Keith Palmer et se fait abattre peu après par la police. Le bilan est de 4 morts ainsi que de 40 blessés.

## Le pont de Westminster dans la peinture: Canaletto
Canaletto, le peintre vénitien de vedute du XVIIIe siècle l'a peint à plusieurs reprises dans la période de sa reconstruction.

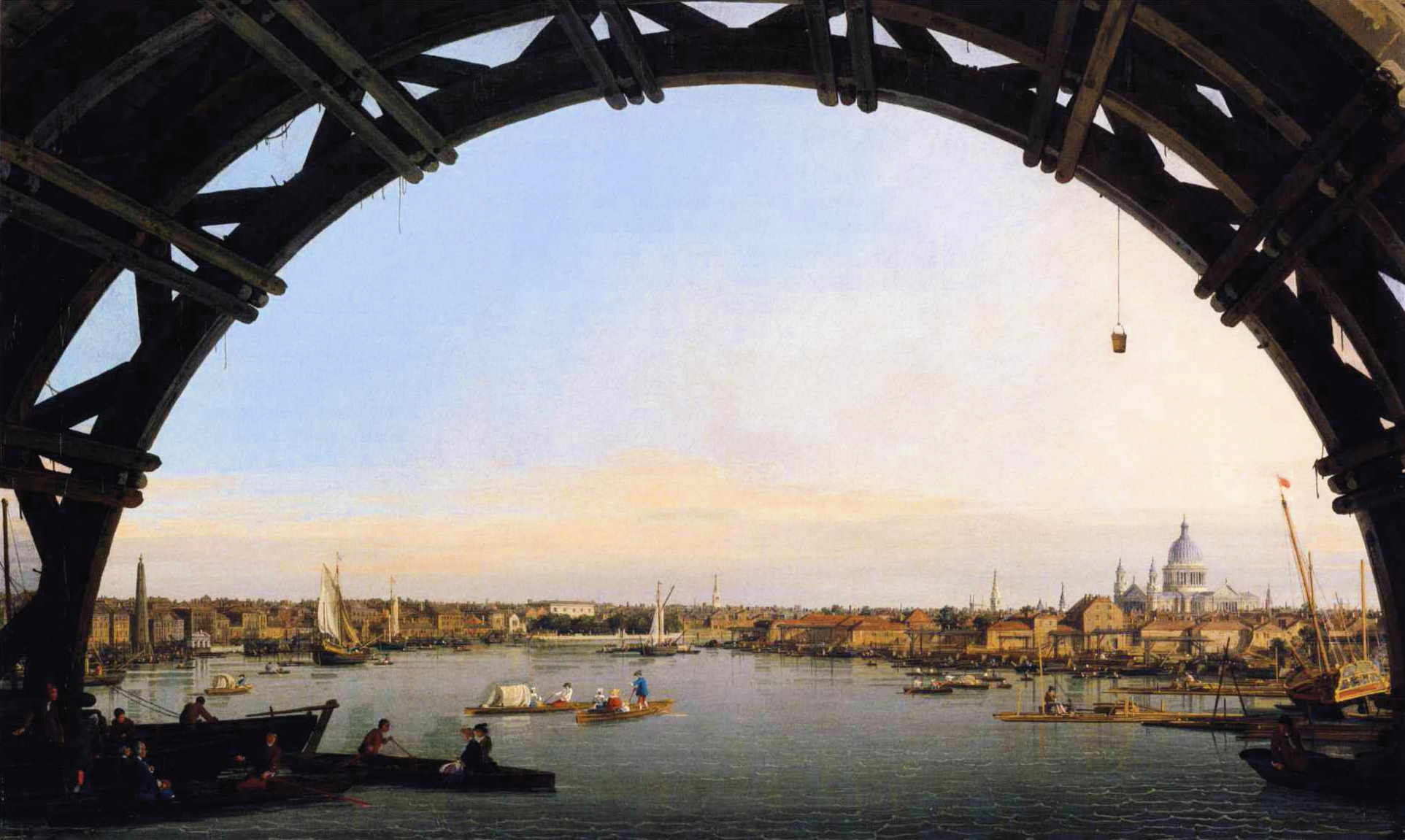
Londres vue à travers une arche du pont de Westminster (1746-1747).
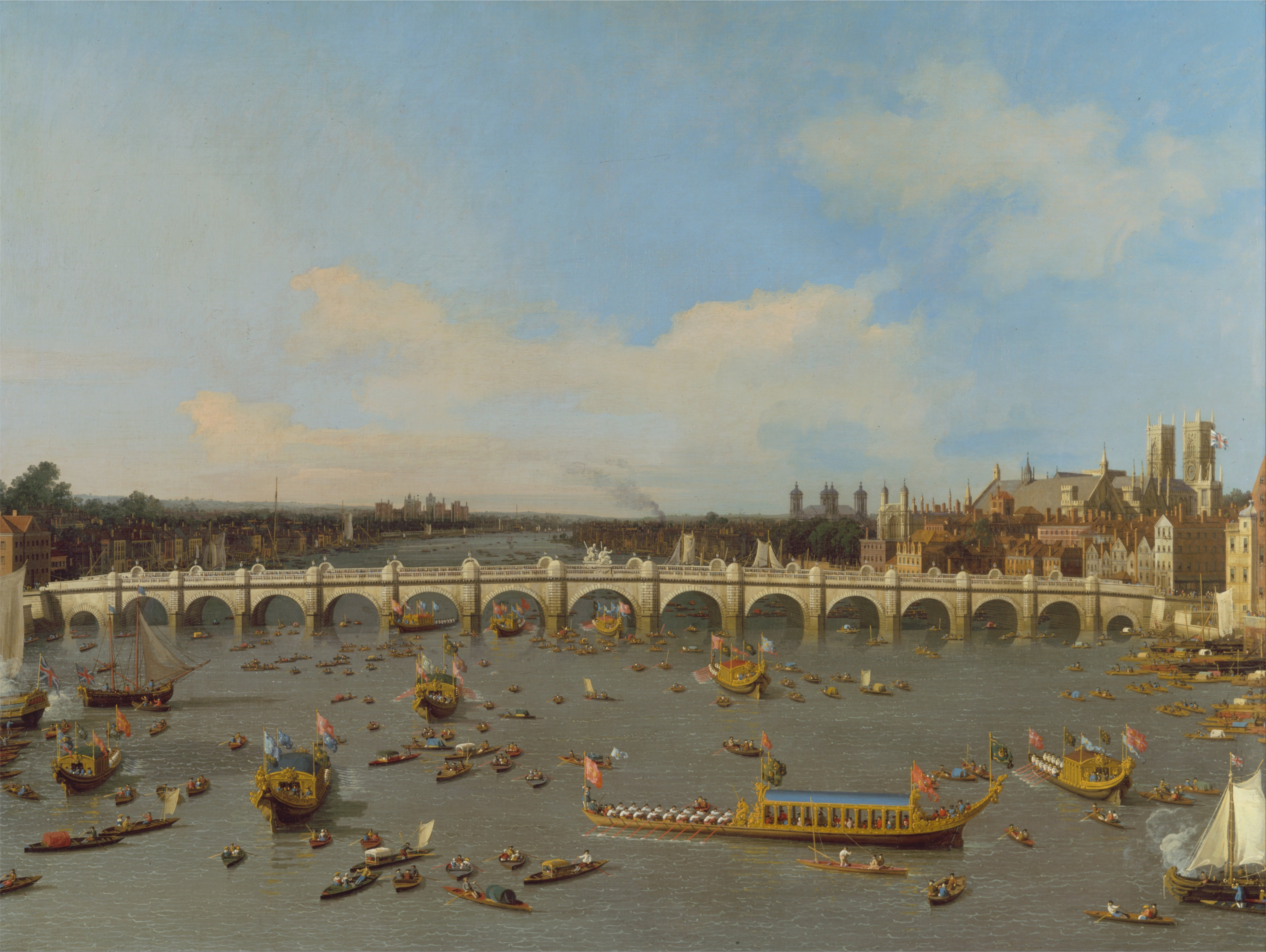
Pont de Westminster, avec la procession du Lord maire sur la Tamise (1747)[1].
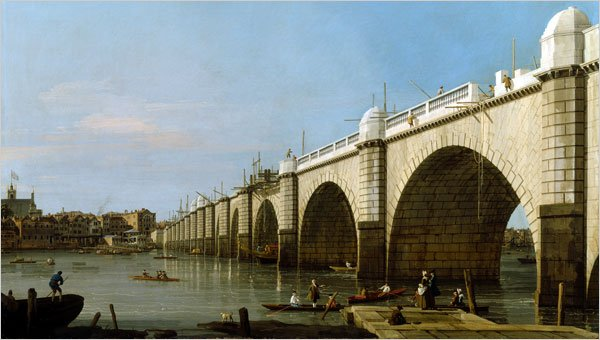
Pont de Westminster en construction (vu du contrefort du sud-est, 1747)[2].

## Le pont de Westminster au cinéma
Dans le film de science-fiction de 2002, 28 Jours plus tard, le protagoniste se réveille d'un coma et se retrouve dans un Londres abandonné. Il marche sur le pont de Westminster tout en recherchant d'autres personnes.

## Le pont de Westminster en littérature
Le pont est le sujet d'une œuvre du poète britannique William Wordsworth, intitulée Composed upon Westminster Bridge, September 3, 1802, dans laquelle il décrit le panorama de Londres vu depuis le pont.

## Ombre du pont de Westminster

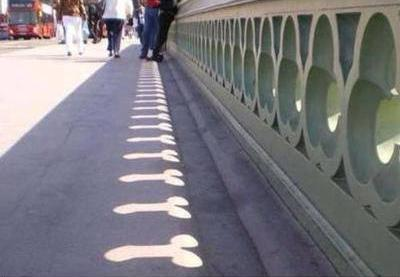
Ombre sur le pont de Westminster.

Dans de bonnes conditions d’ensoleillement, à certaines périodes de l'année, le pont de Westminster révèle une curiosité qui fait sourire nombre de promeneurs.
Lorsque le soleil brille dans l'après-midi, les motifs en forme de trèfle font une sorte d'ombre chinoise inversée : les deux  feuilles inférieures gardent leur forme, tandis que la partie supérieure s'allonge de telle sorte que le résultat est considéré comme une des meilleures « plaisanteries architecturales » de la ville. On ignore si c'était intentionnel ou pas de la part de l'architecte.

## Événements sportifs

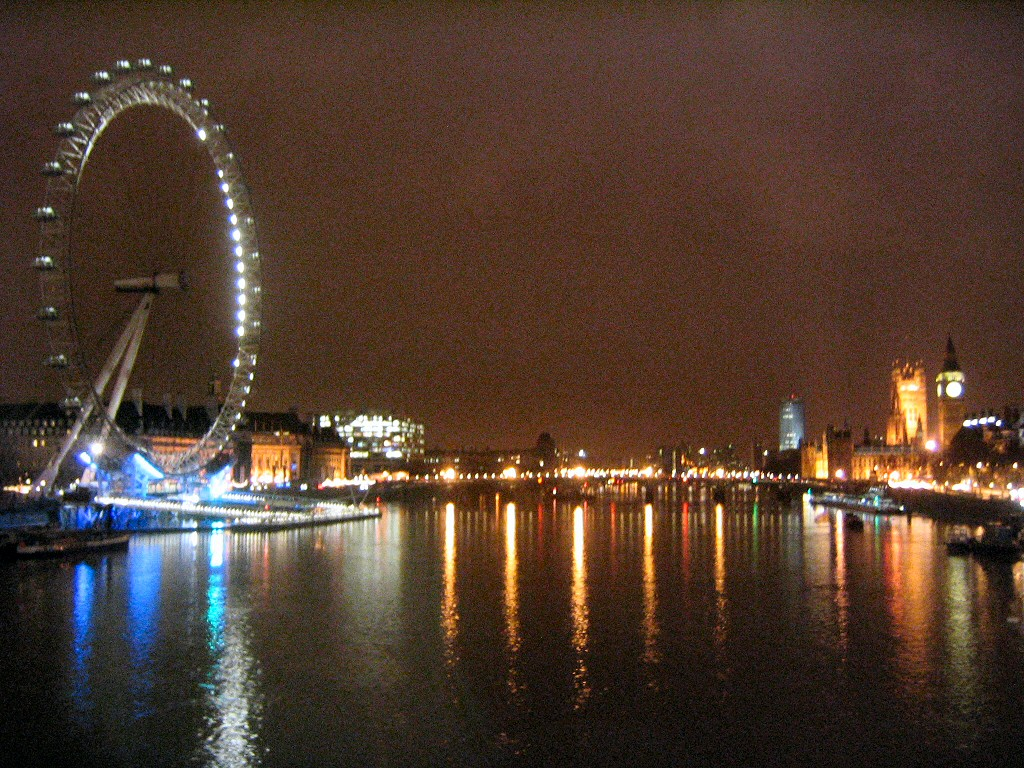
Pont de Westminster et paysage environnant de nuit.

Sur le pont de Westminster ont lieu le départ et l'arrivée du Bridges Handicap Race (en), une course à pied traditionnelle de Londres.